# GTR (hudební skupina)
GTR byla hudební superskupina založená roku 1986 kytaristy Stevem Hackettem (ex-Genesis) a Stevem Howem (Yes). Mezi další členy patří zpěvák Max Bacon, baskytarista Phil Spalding (např. Mike Oldfield) a bubeník Jonathan Mover (ex-Marillion). Za povšimnutí stojí jejich pokus vytvořit skupinu s kytarami a syntetickým zvukem, ale bez použití běžných klávesových syntezátorů, které nahradili kytarami se speciálními snímači využívajícími kmitání strun k vytvoření MIDI signálu. To sice fungovalo ve studiu, ale na koncerty si museli vzít klávesistu.

## Úspěch
Stejnojmenné album GTR produkoval Geoffrey Downes (Asia) a bylo vydáno Arista Records. Brzy získalo zlatou desku a singl When the Heart Rules the Mind zůstal v hitparádě po 16 týdnů. Bezpochyby šlo o velký úspěch, ale album se nesetkalo s příznivým hodnocení fanoušků Genesis a Yes. Někteří tvrdí, že jde jen podprůměrný materiál a jiní kritizují ostrý hlas Max Bacona. Fanoušci GTR ale album považují za klasiku a jednu z nejlepších nahrávek vůbec.
Po nepříliš úspěšném turné a problémech s financemi se Hackett rozhodl roku 1987 skupinu opustit.

## Diskografie
- GTR (1986)
- Live at King Biscuit Flower Hour (1997)

### Singly
- When the Heart Rules the Mind
- The Hunter